# Johanna Elsig
Johanna Elsig (* 1. November 1992 in Düren) ist eine ehemalige deutsche Fußballspielerin, die zuletzt beim HSC Montpellier unter Vertrag stand.

## Karriere

### Vereine
Johanna Elsig spielte bis 2009 (gemeinsam mit der männlichen Jugend; ab der C-Jugend mit Ausnahmegenehmigung) für den FC Düren-Niederau, dem ortsansässigen Verein ihres Geburtsortes, und wurde zur Saison 2009/10 vom Zweitligisten Bayer 04 Leverkusen verpflichtet. Nach ihrer Premierensaison gelang ihr mit der Mannschaft der Aufstieg in die Bundesliga, in der sie am 15. August 2010 (1. Spieltag), bei der 0:9-Niederlage im Auswärtsspiel gegen den FCR 2001 Duisburg, ihr Debüt gab. Am 5. September 2010 (4. Spieltag) gelang ihr beim 3:2-Sieg im Heimspiel gegen den VfL Wolfsburg, mit dem Treffer zum zwischenzeitlichen 2:1 in der 71. Minute ihr erstes Bundesligator.
Am 11. Mai 2012 wurde bekanntgegeben, dass Elsig zur Saison 2012/13 zum 1. FFC Turbine Potsdam wechselt, bei dem sie einen Dreijahresvertrag unterschrieb. Am 28. Mai 2012 erlitt sie im letzten Spiel der Saison 2011/12 einen Kreuzbandriss und musste daraufhin lange pausieren. Nachdem sie zunächst zwei Partien für die Zweitvertretung Potsdams bestritten hatte, debütierte sie am 28. April 2013 (20. Spieltag) für die Bundesligamannschaft, als sie beim 3:0-Sieg im Heimspiel gegen ihren ehemaligen Verein wenige Minuten vor Schluss für Pauline Bremer eingewechselt wurde.
In der Saison 2013/14 erkämpfte sich die als Innenverteidigerin oder defensive Mittelfeldspielerin einsetzbare Elsig einen Stammplatz bei Turbine und erreichte mit ihrer Mannschaft das Halbfinale in der Champions League. Dort musste sie sich jedoch dem späteren Sieger VfL Wolfsburg geschlagen geben.
Kurz vor Saisonbeginn 2015/16 erlitt sie einen erneuten Kreuzbandriss, diesmal im linken Knie. Ihr Comeback in der Bundesliga gab sie im Mai 2016, als sie noch drei Saisoneinsätze verbuchen konnte.
Ab der Saison 2021/22 spielte sie zwei Jahre für den Montpellier HSC in Frankreichs höchster Spielklasse, wo sie auf Anhieb zur Stammspielerin auf der Innenverteidigerposition wurde. In ihrer zweiten Saison kam sie nur noch zu Kurzeinsätzen in der Liga. Nach ihrer Zeit ohne Verein seit Juli 2023 beendete sie am 17. Juli 2024 ihre Spielerkarriere.

### Nationalmannschaft
Am 11. April 2007 gab Elsig ihr Debüt in der U-15-Nationalmannschaft, die in Buckinghamshire mit 2:0 über die Auswahl Englands siegte; vier weitere Länderspiele im Jahr 2007 schlossen sich an. Am 30. Oktober 2007 krönte sie ihr Debüt in der U-16-Nationalmannschaft, die in Wiesloch mit 7:0 über die Auswahl Frankreichs gewann, mit ihren ersten beiden Länderspieltoren. Bis zum 5. Juli 2008 bestritt sie sieben weitere Spiele, die letzten vier im Rahmen des Turniers um den Nordic Cup.
Für die U-17-Nationalmannschaft spielte sie achtmal, erstmals am 16. September 2008 beim 11:0-Sieg über die Auswahl Serbiens, letztmals am 25. Juni 2009 in Nyon/Schweiz als Spielführerin beim 7:0-Sieg im Finale der Europameisterschaft.
Im Folgejahr nahm sie an der U-19-Europameisterschaft in Nordmazedonien teil und unterlag im Halbfinale gegen Frankreich mit 4:5 i. E.; ihr Debüt gab sie in dieser Altersklasse am 27. Oktober 2009 in Hameln, beim 1:0-Sieg über die Auswahl Schwedens. Vom 30. Mai bis 11. Juni 2011 nahm sie mit der Mannschaft an der U-19-Europameisterschaft in Italien teil und drang bis ins Finale gegen die Auswahl Norwegens vor, das das deutsche Team mit einem 8:1-Erfolg für sich entscheiden konnte. Kurz darauf wurde ihr aufgrund ihrer herausragenden Leistungen in der abgelaufenen Saison vom Deutschen Fußball-Bund die Fritz-Walter-Medaille in Gold für Juniorinnen verliehen.
Nachdem sie im November 2013 erstmals einen Leistungstest absolviert hatte, erhielt Elsig am 3. Juni 2014 von Bundestrainerin Silvia Neid ihre erste Nominierung für die Nationalmannschaft: Für das Testspiel gegen Kanada wurde sie in den 21-köpfigen Kader berufen. Ihr Debüt in der A-Nationalmannschaft gab sie am 9. April 2017 in Erfurt beim 2:1-Sieg im Test-Länderspiel gegen die Nationalmannschaft Kanadas mit Einwechslung für Josephine Henning in der 69. Minute.
Für die Europameisterschaft 2017 war Elsig zunächst im erweiterten Kader, wurde dann jedoch von Bundestrainerin Steffi Jones aussortiert. Die neue Trainerin der Frauennationalmannschaft Martina Voss-Tecklenburg berief Elsig für die WM 2019 ins deutsche Team. Ihr letztes Spiel für das Nationalteam bestritt sie am 7. März 2020 gegen Norwegen beim Algarve Cup.

## Erfolge und Auszeichnungen

### Mannschaftserfolge
- Algarve-Cup-Sieger 2020 (kampflos)
- 2011: U-19-Europameisterin
- 2009: U-17-Europameisterschaft
- 2010: Meister der 2. Bundesliga Süd und Aufstieg in die Bundesliga mit Bayer 04 Leverkusen

### Einzelauszeichnungen
- 2011: Fritz-Walter-Medaille in Gold

## Sonstiges
Elsig besuchte das Landrat-Lucas-Gymnasiums in Leverkusen und begann 2012 ein Studium der Gesundheit, Sport und Prävention.